# مات هيزل
مات هيزل هو لاعب كرة قدم أمريكية كندي، ولد في 23 يناير 1992 في نورث أوغوستا في الولايات المتحدة.

## وصلات خارجية
- مات هيزل على موقع مرجع كرة القدم المحترفة.كوم (الإنجليزية)